# A-Studio
А’Studio of A-Studio,  is een Kazachs-Russische groep.

## Geschiedenis
De groep werd in 1987 opgericht in Alma-Ata door de Kazachse componist en dirigent Taskyn Okapov als simpelweg Almata en later Almata-Studio. Toen de groep in contact kwam met Alla Poegatsjova besloot ze om groepsnaam te verkorten tot A-Studio. 
Vanaf de eeuwwisseling is steeds een vrouw de leadzangeres geweest. Tot 2000 was dit Batyrchan Sjoekenov. Polina Griffis was tot 2004 leadzangeres en in 2005 nam de Georgisch-Russische zangeres Keti Topuria het stokje van haar over. 
In 2006 kwam bandlid Baglan Sadvakasov om tijdens een auto-ongeluk. 
Tijdens het twintig- en het vijfentwintigjarig jubileum van de groep werden speciale concerten gehouden in Moskou. 
De groep zingt in het Russisch, Kazachs en in het Engels.

## Discografie

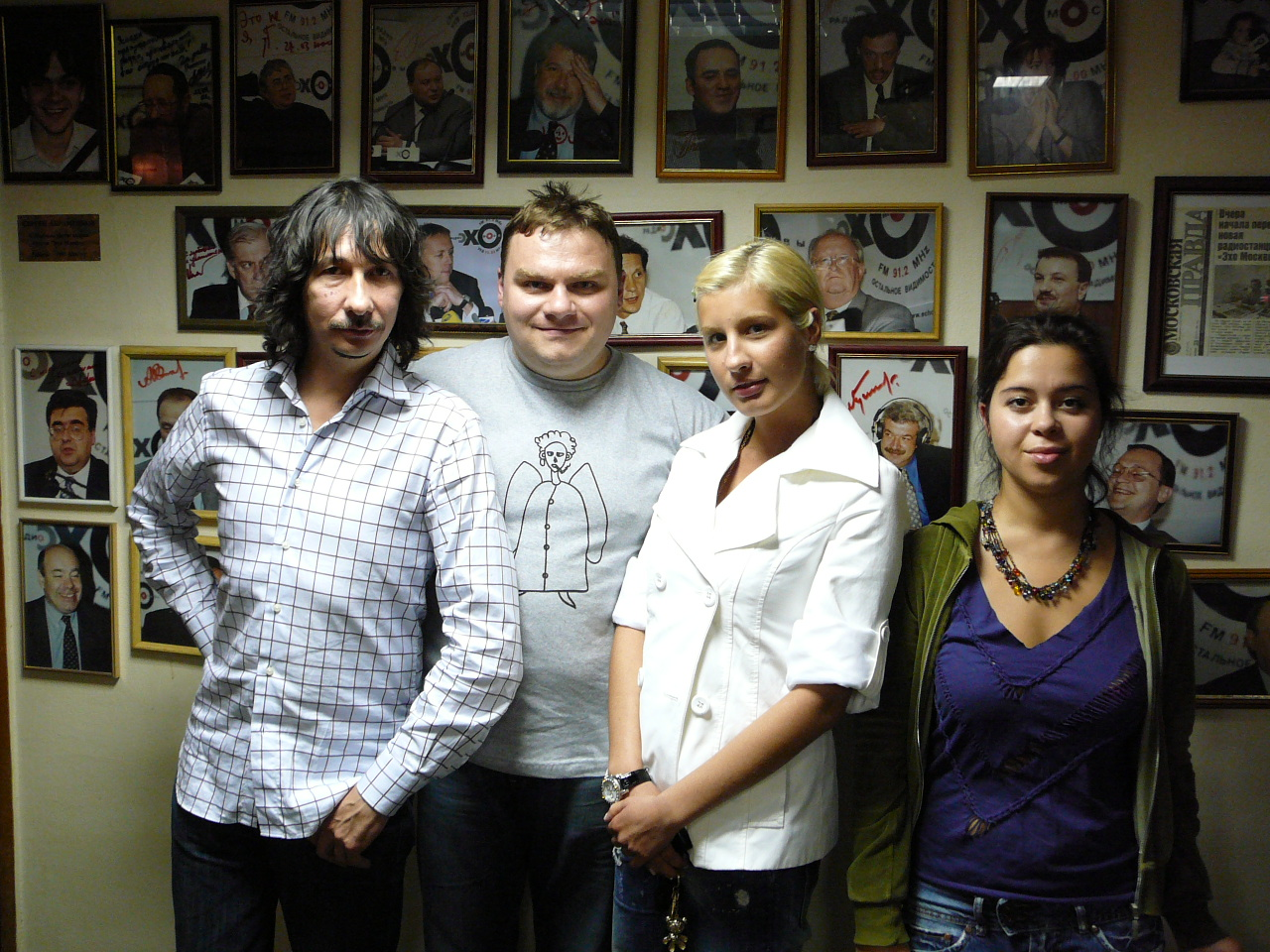
Opstelling van A-Studio in 2007.

### Hitnoteringen
| Single met eventuele hitnotering(en) in de Nederlandse Top 40 | Datum van verschijnen | Datum van binnenkomst | Hoogste positie | Aantal weken | Opmerkingen                                  |
| ------------------------------------------------------------- | --------------------- | --------------------- | --------------- | ------------ | -------------------------------------------- |
| S.O.S.                                                        | 11-10-2004            | 2-4-2005              | 33              | 4            | met Polina Griffis / Dancesmash op Radio 538 |

### Albums
- 1988 - Poet bez ostanovok
- 1990 - Dzjoelia
- 1993 - A`STOEDIO
- 1994 - Soldat ljoebvi
- 1995 - A`STOEDIO LIVE
- 1996 - Neljoebimaja
- 1997 - The best
- 1998 - Gresjnaja strast
- 2001 - S.O.S.
- 2001 - Takie dela
- 2005 - Oeletajoe
- 2007 - 905
- 2007 - XX
- 2007 - Total
- 2010 - Volny

### Singles
- 2004 - Notsj-podroega
- 2005 - Oeletajoe
- 2005 - 2 polovinki
- 2006 - Esjtsje ljoebljoe
- 2007 - Begoe k tebe
- 2007 - Angel
- 2008 - Doesja
- 2008 - Serdtsem k serdtsoe
- 2009 - Tak zje kak vse
- 2010 - Eto vojna
- 2010 - Fashion lady